# Nadir Nabiyev
Pour les articles homonymes, voir Nabiyev.
Nadir Nabiyev, né le 18 juillet 1980 à Tovuz (Azerbaïdjan), est un footballeur azerbaïdjanais qui évoluait au poste d'attaquant, notamment en faveur de l'équipe nationale d'Azerbaïdjan.

## Biographie
Nabiyev reçoit 27 sélections en équipe d'Azerbaïdjan, marquant trois buts. Ses débuts ont eu lieu en juillet 2002 lors d'un match amical contre l'Estonie. Ses deux premiers buts pour l'Azerbaïdjan surviennet le 14 décembre 2003, contre les Émirats arabes unis.

## Palmarès
| Neftchi Bakou \| - Championnat d'Azerbaïdjan (1) : - Champion : 2003-04. - Coupe d'Azerbaïdjan (1) : - Vainqueur : 2001-02. \| \| - Coupe de la CEI (1) : - Vainqueur : 2006. \| |  | Khazar Lankaran - Coupe d'Azerbaïdjan (1) : - Vainqueur : 2007-08. |
| - Championnat d'Azerbaïdjan (1) : - Champion : 2003-04. - Coupe d'Azerbaïdjan (1) : - Vainqueur : 2001-02.                                                                       |  | - Coupe de la CEI (1) : - Vainqueur : 2006.                        |